# دوري هونغ كونغ لكرة القدم 1999–2000
دوري هونغ كونغ لكرة القدم 1999–2000 (بالصينية: 1999–2000年香港甲組足球聯賽) هو الموسم 55 من دوري هونغ كونغ لكرة القدم ‏. كان عدد الأندية المشاركة فيه 8، وفاز فيه نادي جنوب الصين.